# 錫達格羅夫 (喬治亞州勞倫斯縣)
錫達格羅夫（英語：Cedar Grove）是位於美國喬治亞州勞倫斯縣的一個非建制地區。該地的面積和人口皆未知。

## 地理
錫達格羅夫的座標為32°15′01″N 82°52′56″W / 32.25028°N 82.88222°W，而該地的平均海拔高度為92米（即302英尺）。